# Onthophagus wiebesi
Onthophagus wiebesi là một loài bọ cánh cứng trong họ Bọ hung (Scarabaeidae).